# Carex prasina
Carex prasina är en halvgräsart som beskrevs av Göran Wahlenberg. Carex prasina ingår i släktet starrar, och familjen halvgräs. Inga underarter finns listade i Catalogue of Life.